# Meloe turkestanicus
Meloe turkestanicus is een keversoort uit de familie van oliekevers (Meloidae). De wetenschappelijke naam van de soort is voor het eerst geldig gepubliceerd in 1890 door Escherich.